# Герб Ревды

## Описание герба
Поселок Ревда образован в 1950 году.
Полный герб Ревды имеет следующее описание:
«Щит рассеченный с диамантовой (черной) треугольной оконечностью. В правом изумрудном поле повернутый влево золотой стоящий лось. В левом лазуревом поле золотой стоящий олень. Щит увенчан червленой стенчатой короной с двумя зубцами, над которой северное сияние. За щитом две накрест положенные кирки, перевитые бело-сине-красной лентой с надписью внизу: РЕВДА.»
В гербе Ревды впервые в геральдике Мурманской области было применено украшение герба. Червленая стенчатая корона с двумя зубцами увенчавшая герб Ревды означает по правилам геральдики статус посада (поселка городского типа). Кирки за щитом герба говорят о том, что жители Ревды занимаются горными промыслами. Лента, перевивающая кирки, окрашенная в цвета Государственного флага России, указывает на расположение поселка в Российской Федерации.
Автор герба — Александр Борисович Хрусталев (Москва).
Герб поселка городского типа Ревды утвержден 15 мая 1992 года решением Х сессии XXI созыва Ревдского поселкового Совета народных депутатов.